# آلته پیناکوتک
آلته پیناکوتک (انگلیسی: Alte Pinakothek) (پیناکوتکای قدیمی) موزه‌ای هنری است واقع در محوطه کونستاریال مونیخ در آلمان. این موزه یکی از قدیمی‌ترین نگارخانه‌ها در جهان و دارای مجموعه فوق‌العاده‌ای از آثار استادان قدیم نقاشی است. آلته پیناکوتک به دوره‌ای زمانی مجموعه آثار موزه شامل آثاری از قرن چهاردهم تا هجدهم اشاره دارد. نیو پیناکوتک در ۱۹۸۱ ساخته شد و آثار سده نوزدهم را در خود جای داده و پیناکوتک مدرن در ۲۰۰۲ افتتاح شد و هنر مدرن را به نمایش می‌گذارد. این سه نگارخانه، به مجموعه نقاشی ایالت باواریا، که بنیادی وابسته به ایالت باواریاست، تعلق دارد.

## نگارخانه

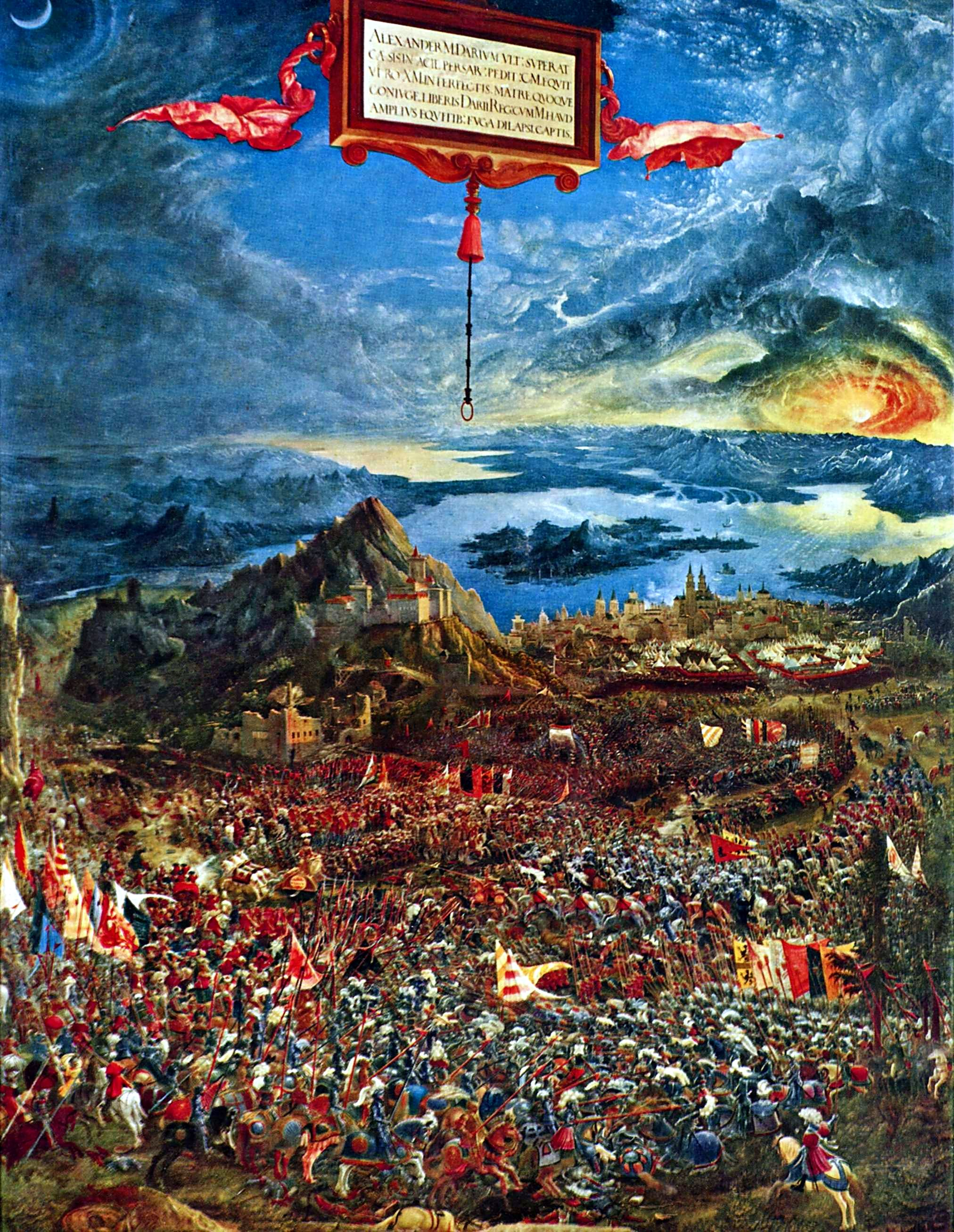
نبرد اسکندر و داریوش سوم در ایسوس آلبرشت آلتدورفر ۱۵۲۹ میلادی
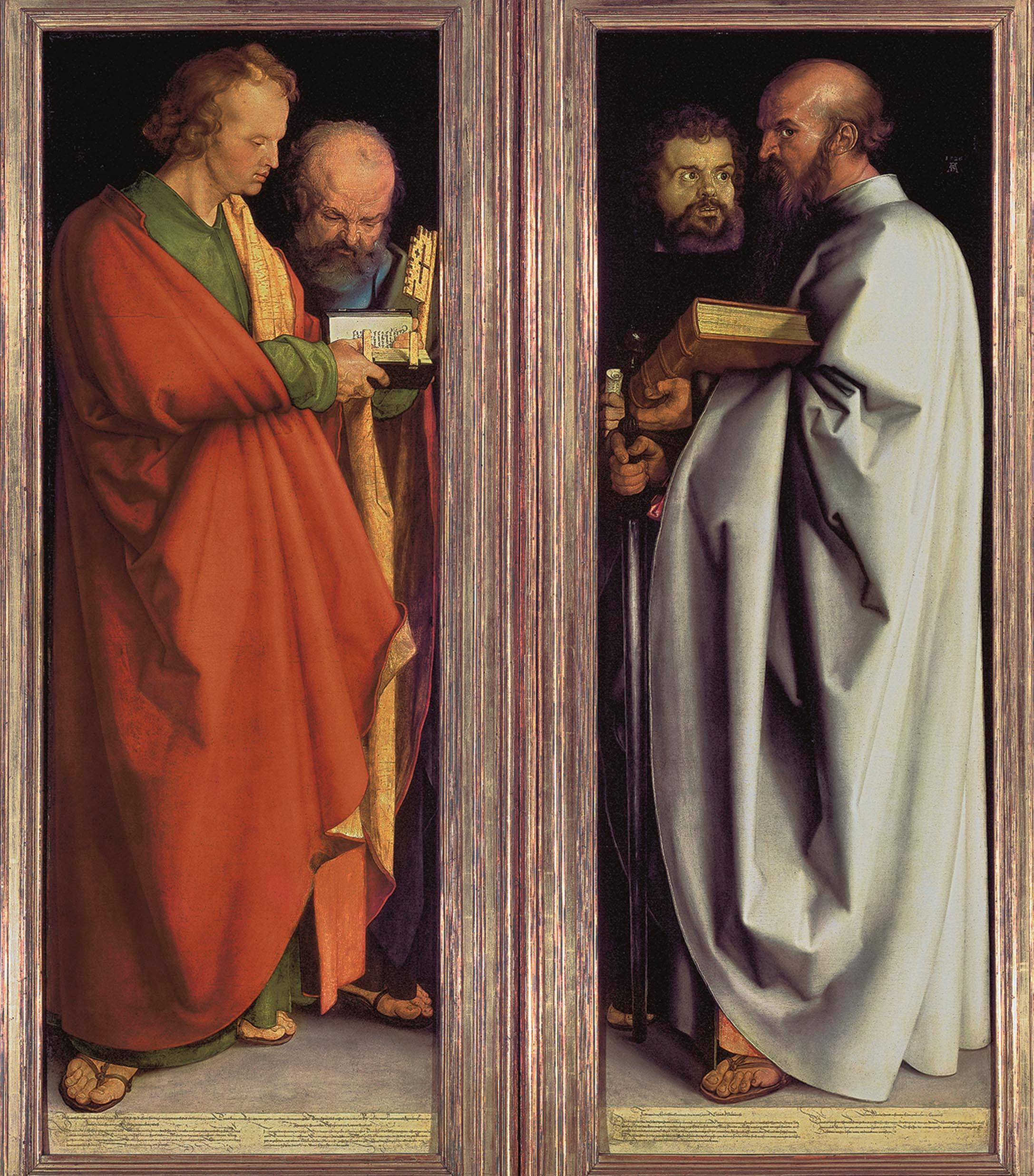
چهار حواری (یوحنا، پطرس، مرقس و پولس) ۱۵۲۶ م. اثر آلبرشت دورر
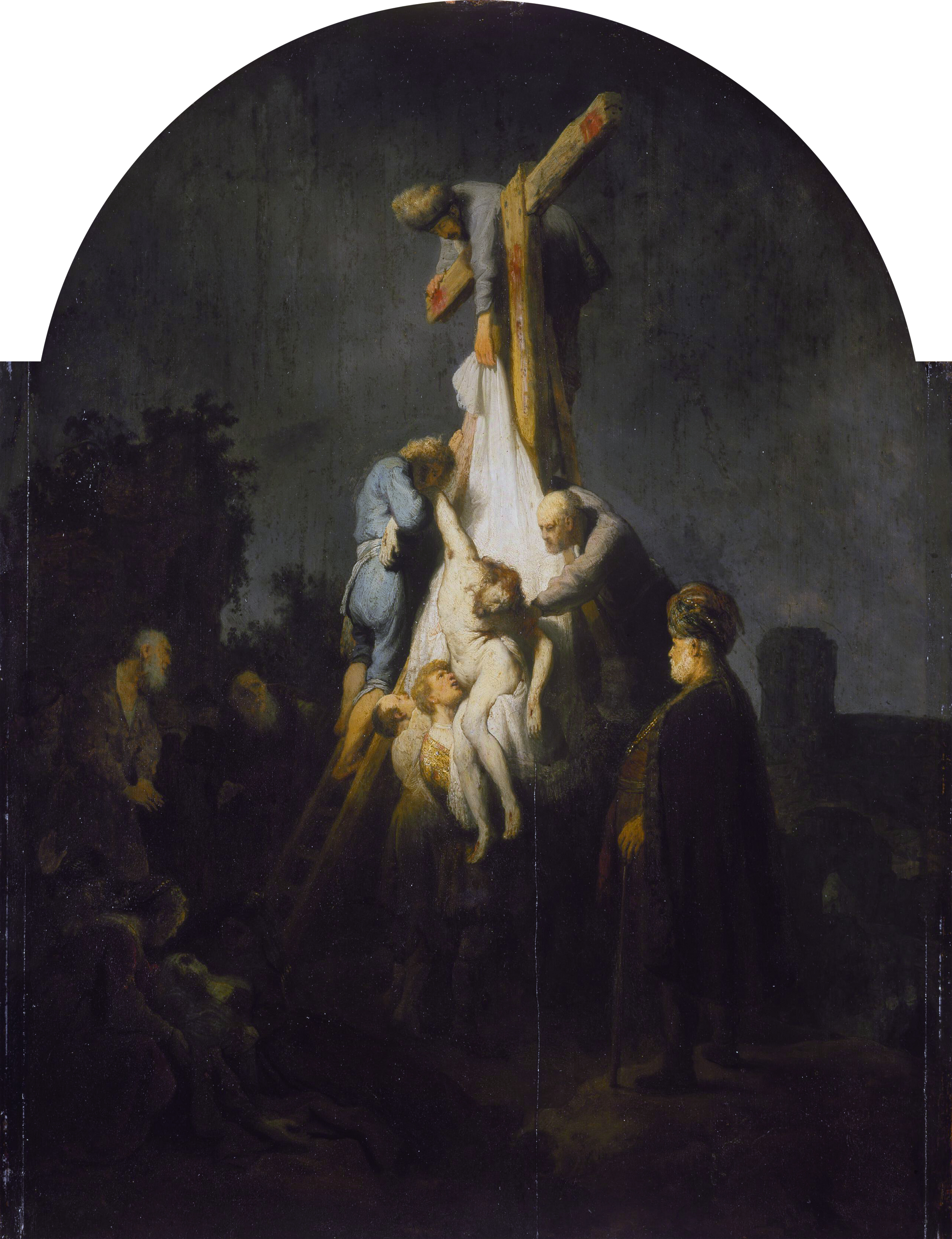
فرود از صلیب
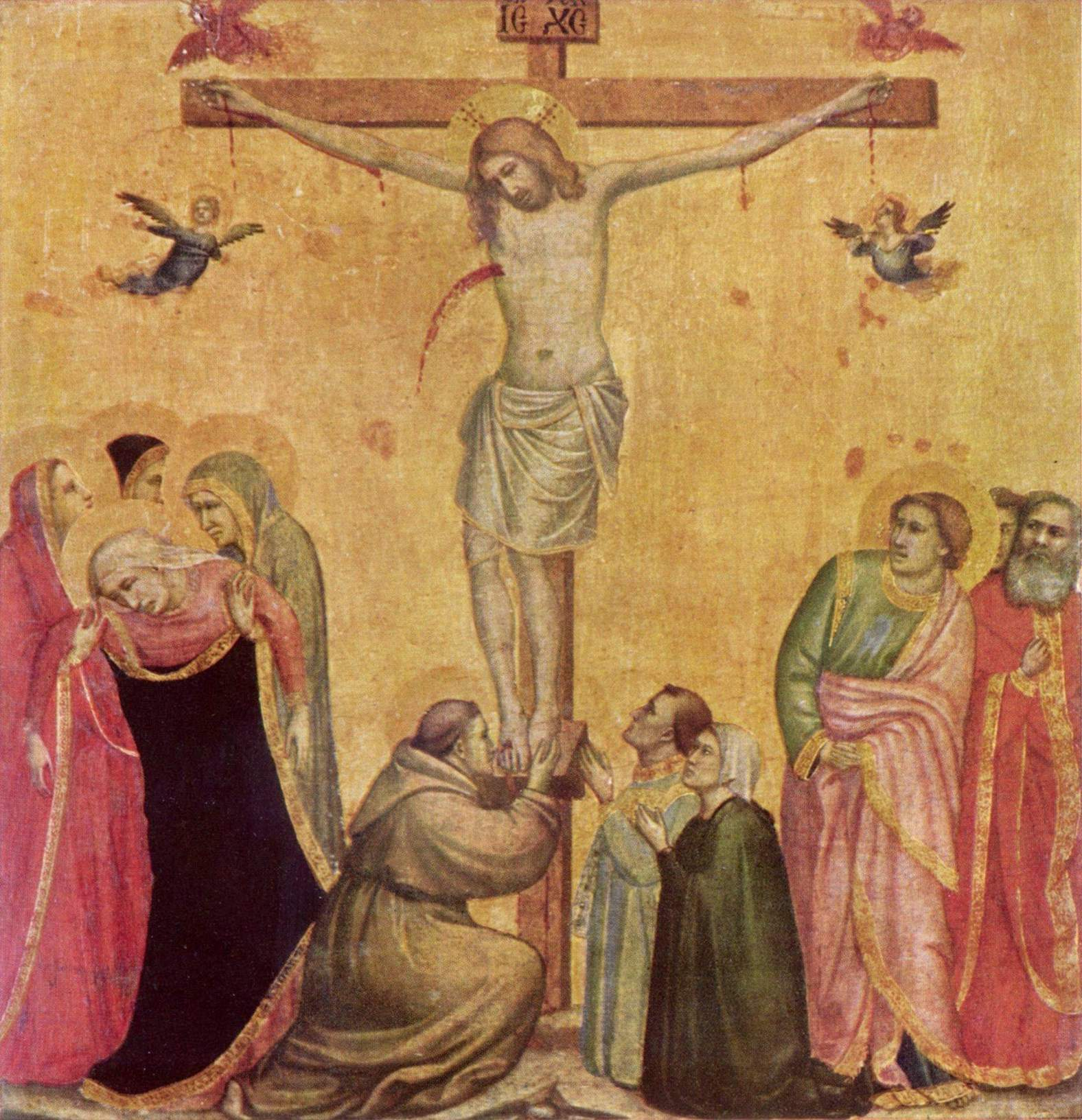
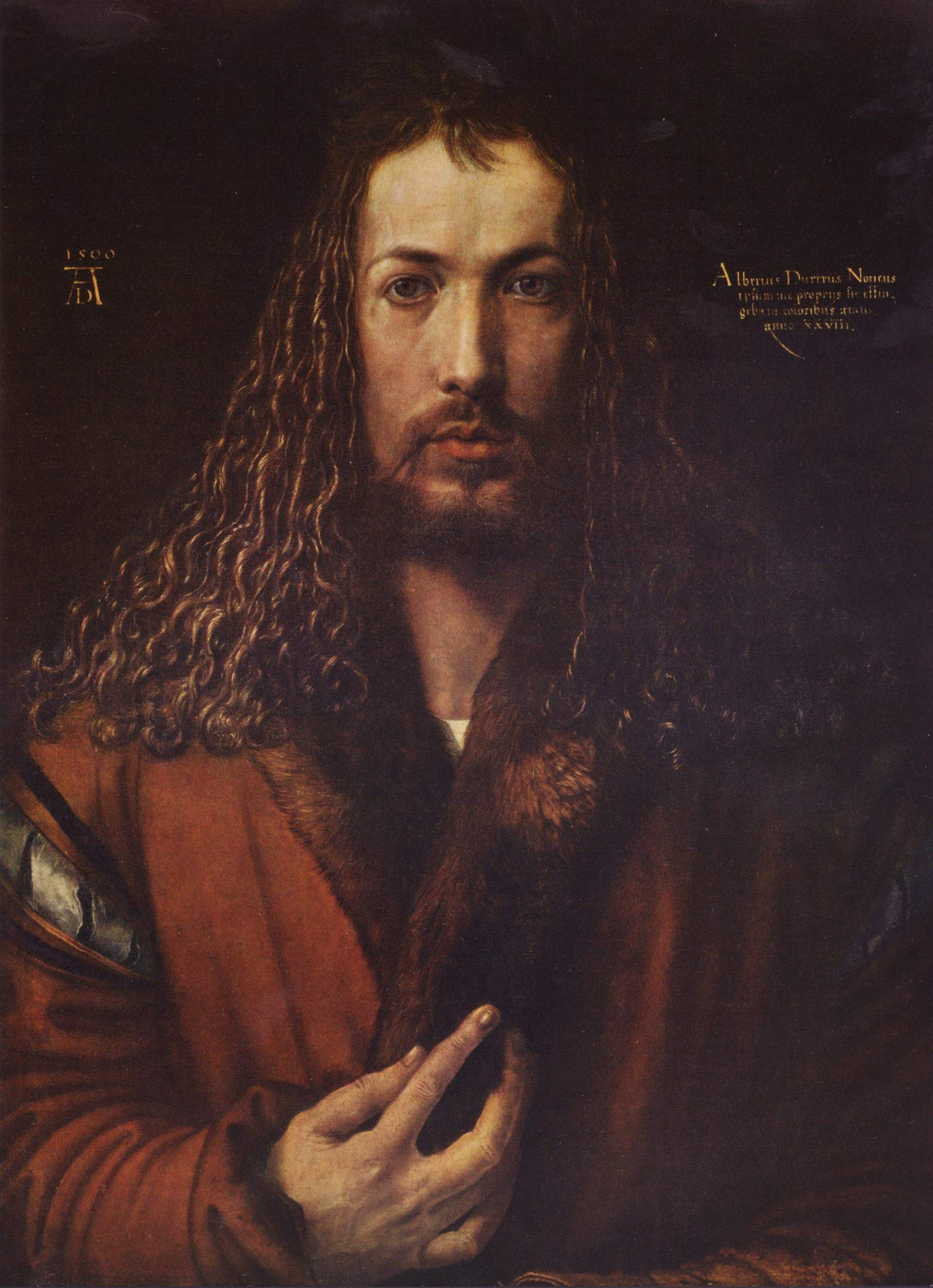
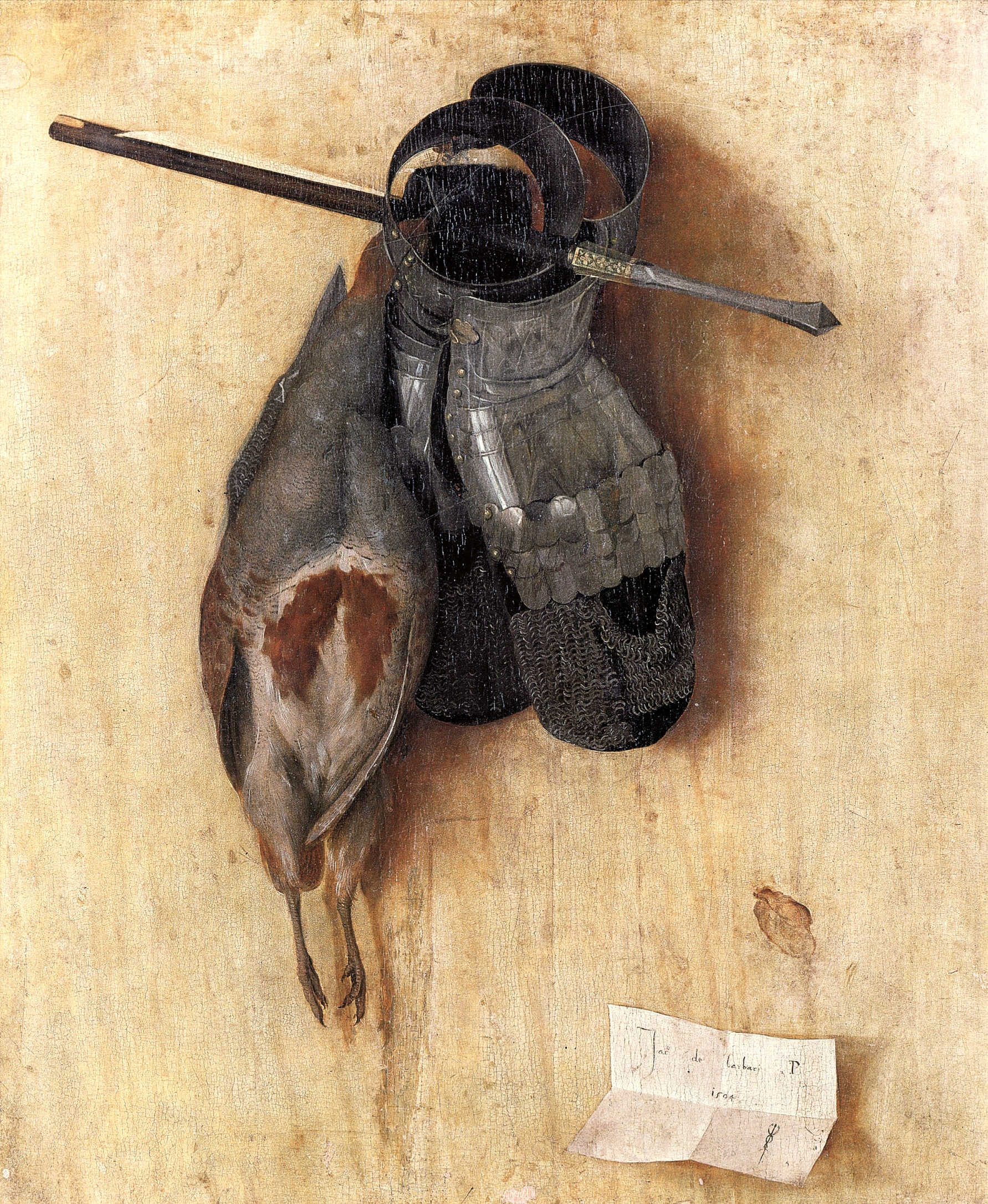
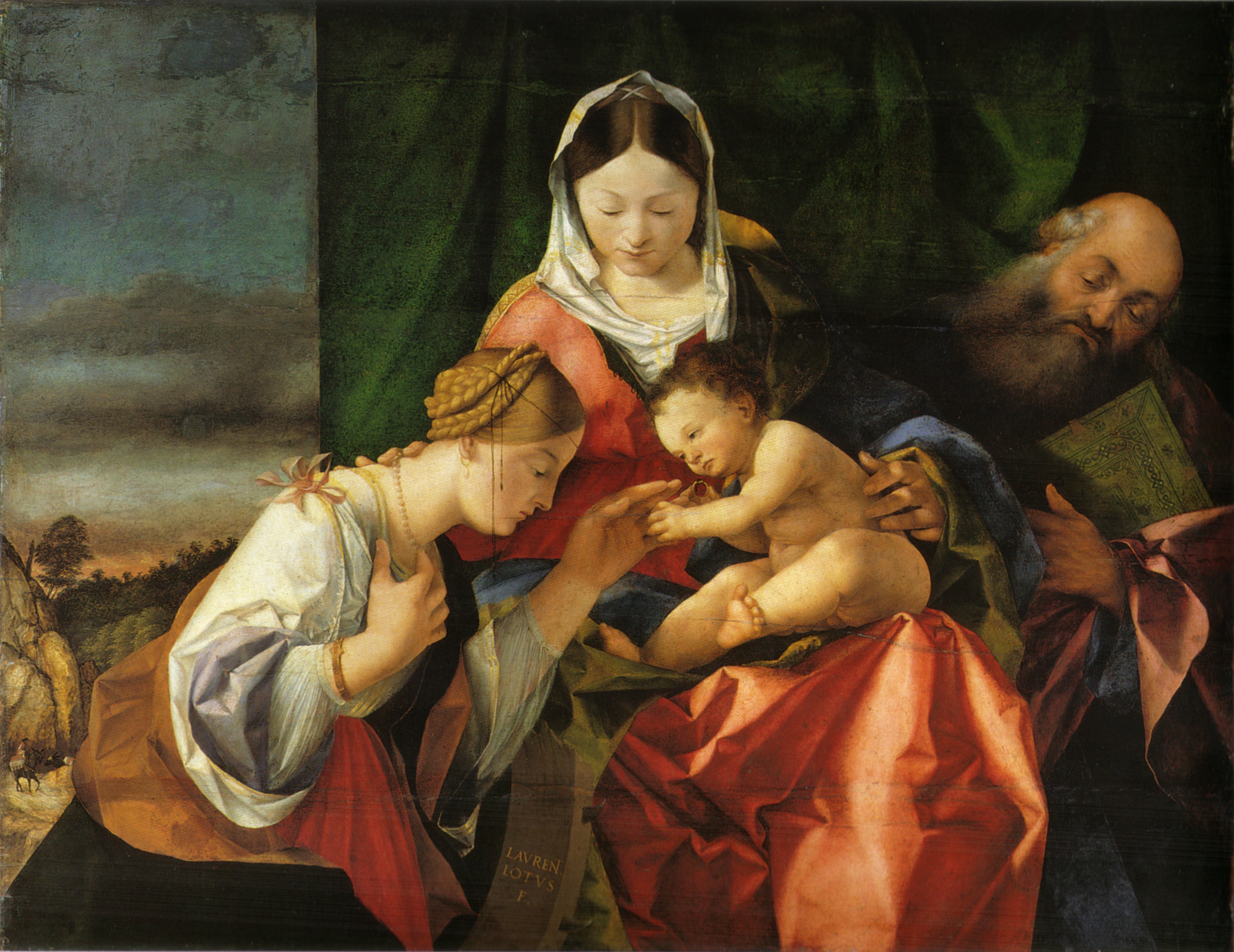
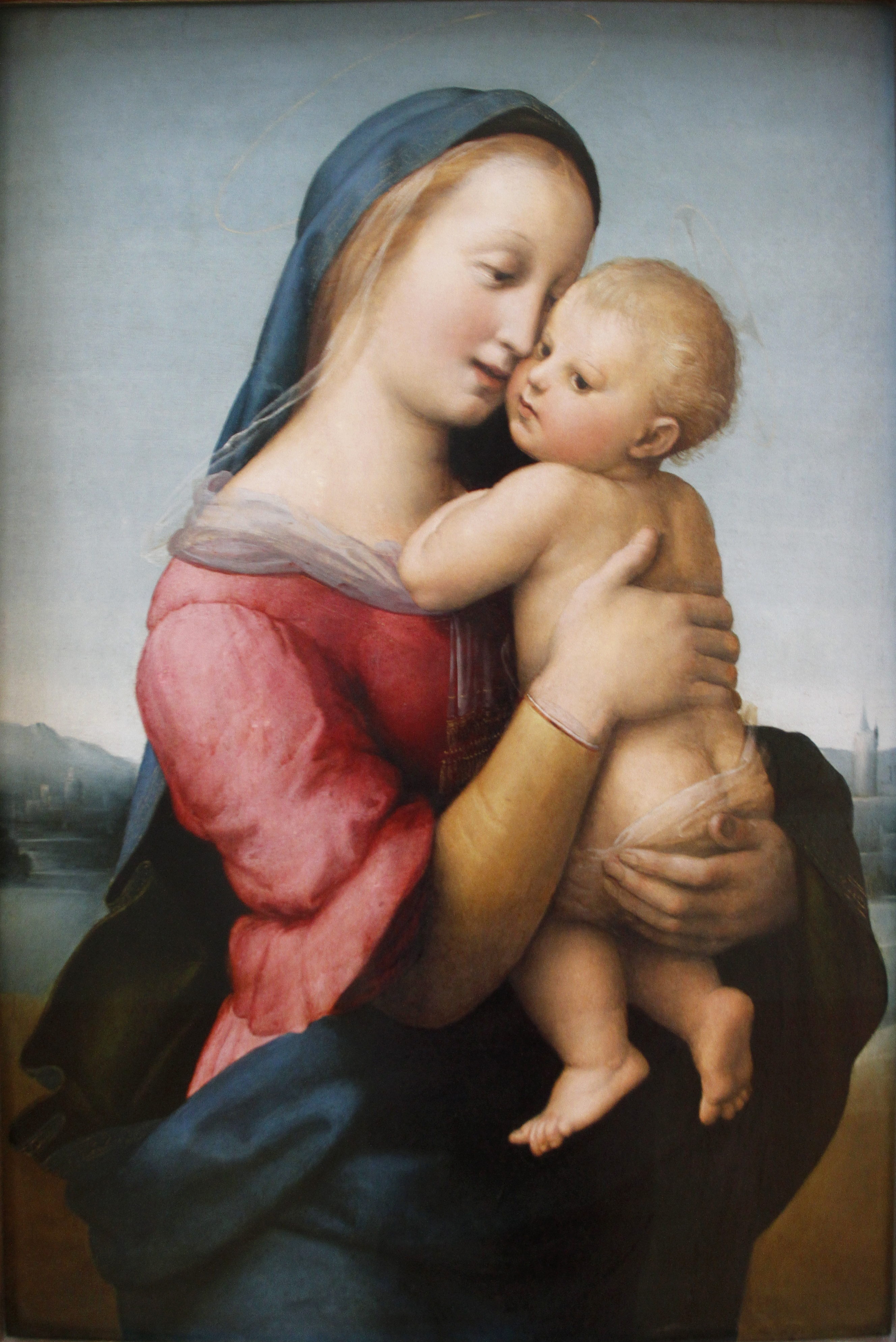
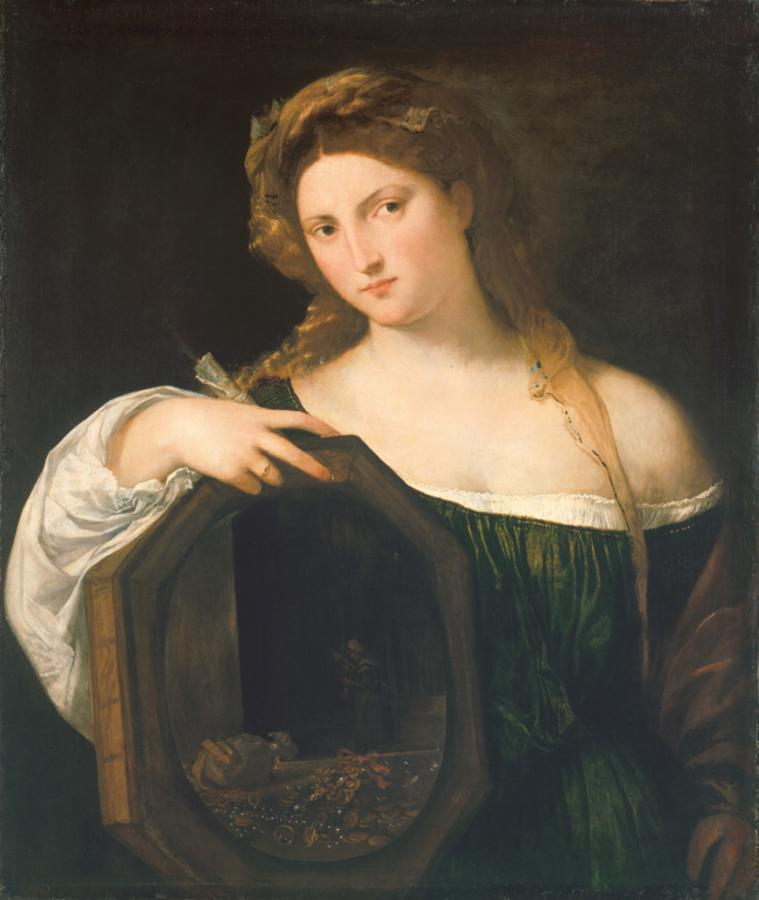
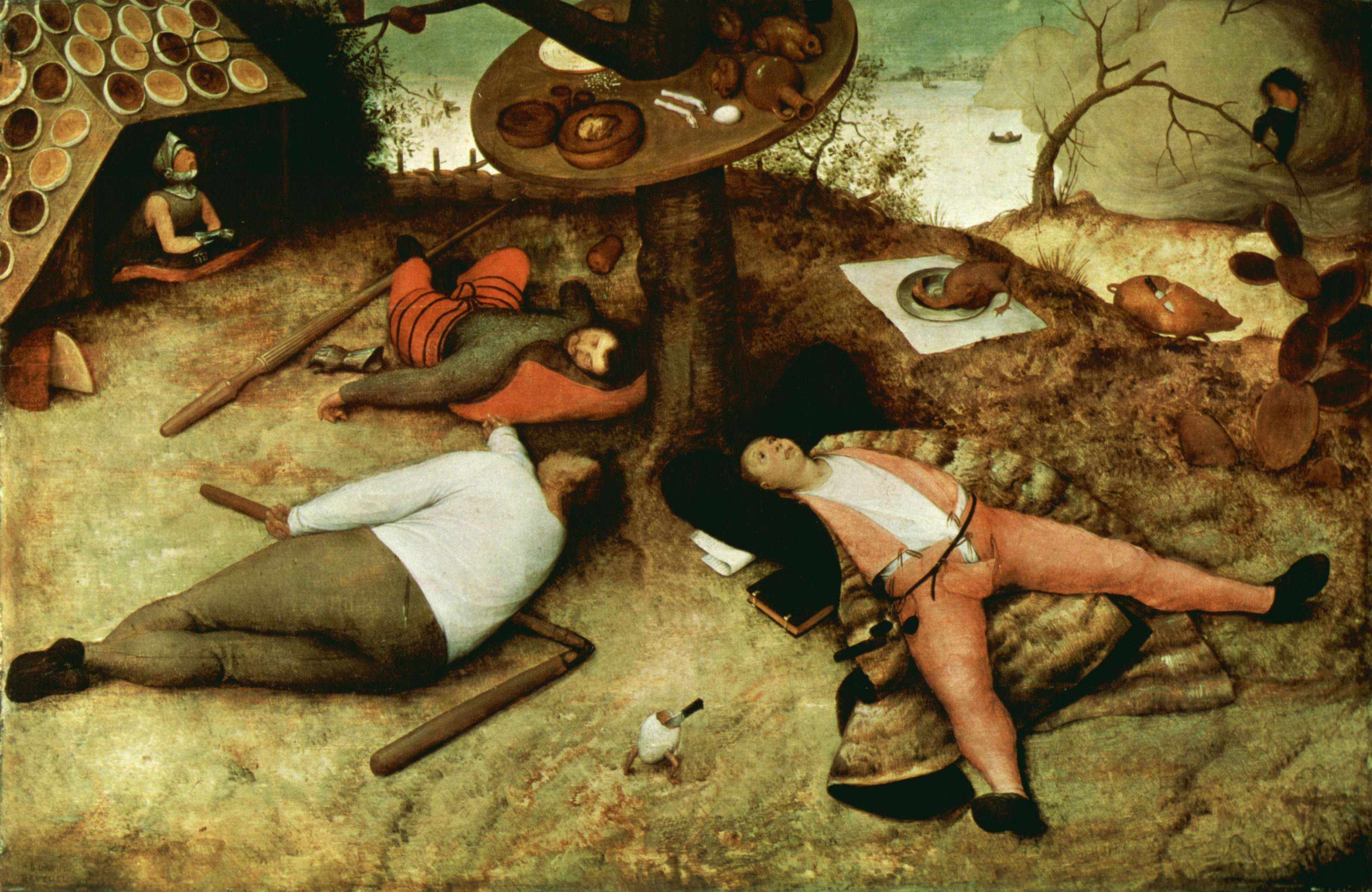
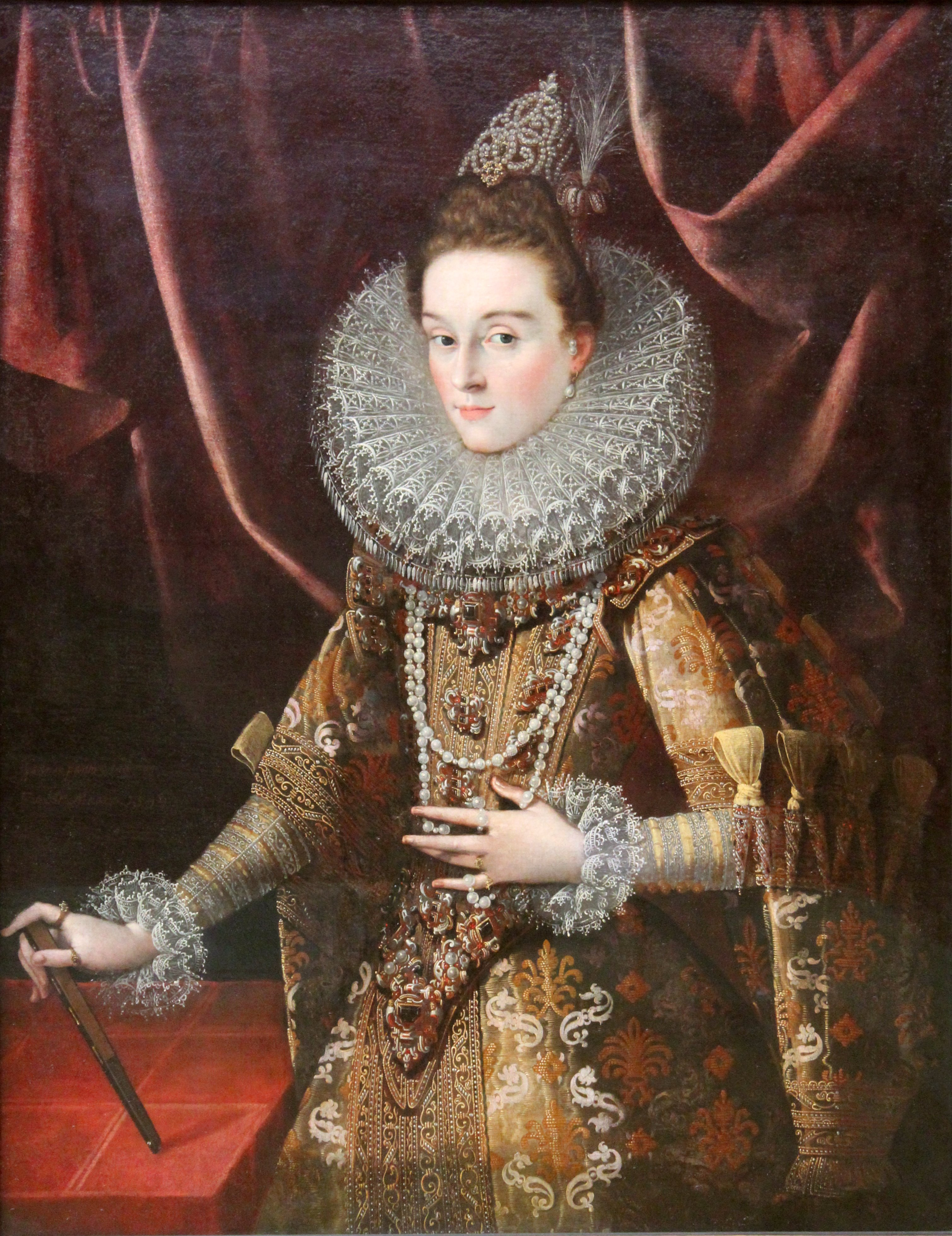
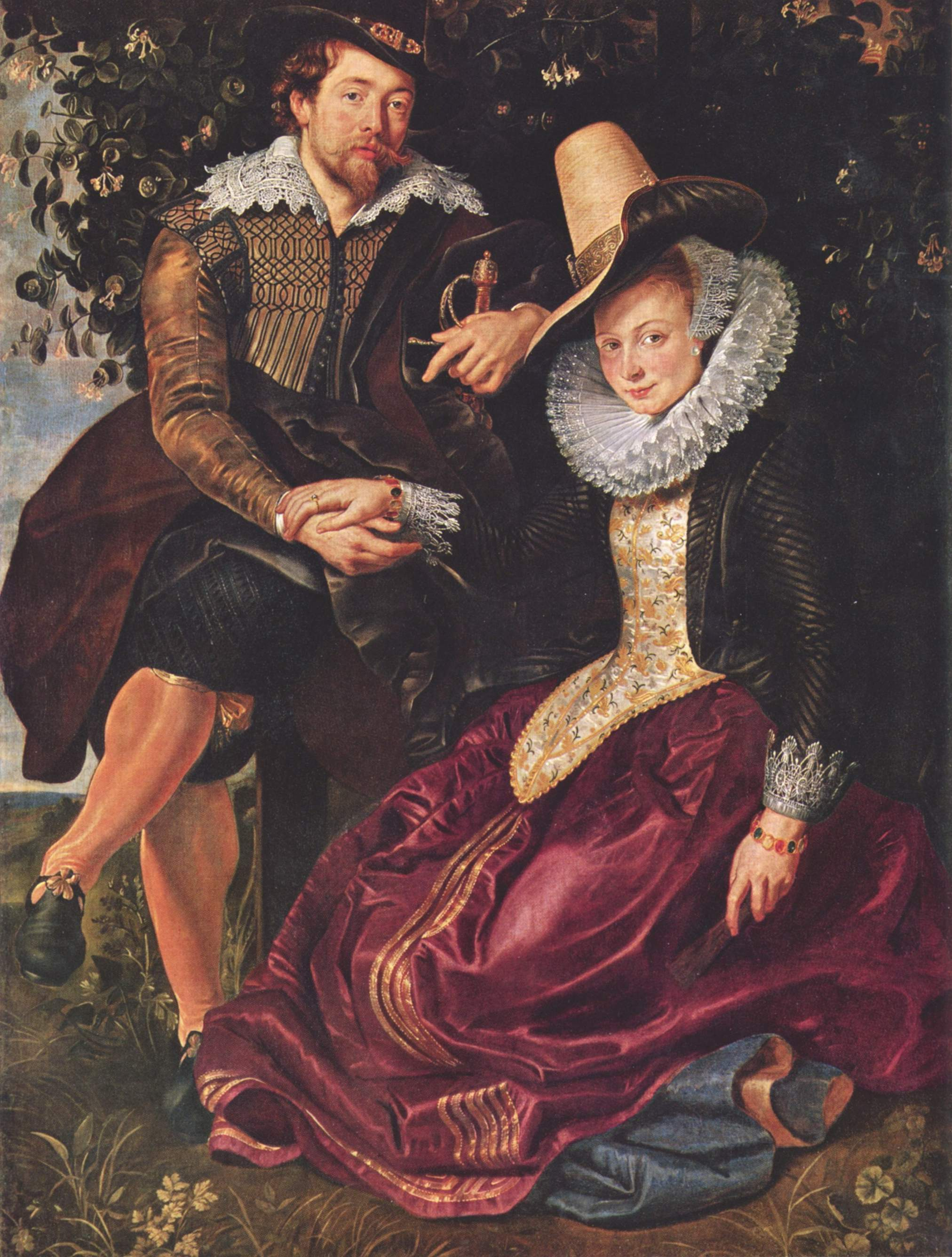
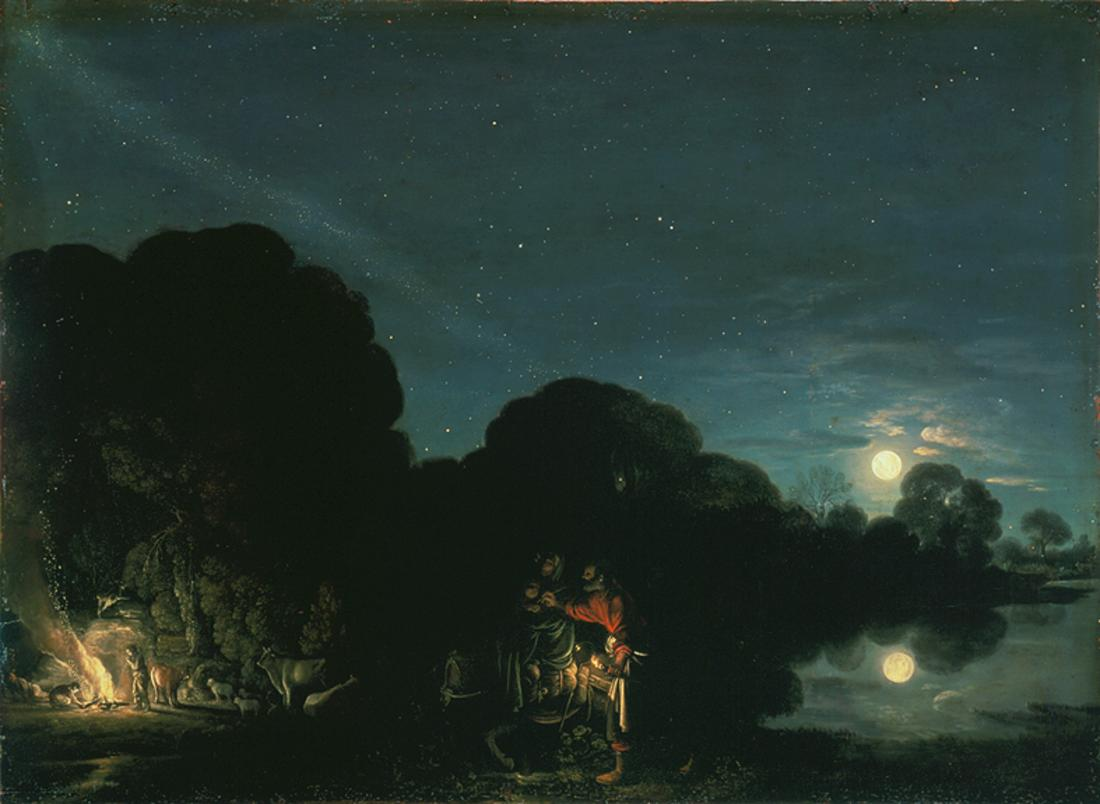
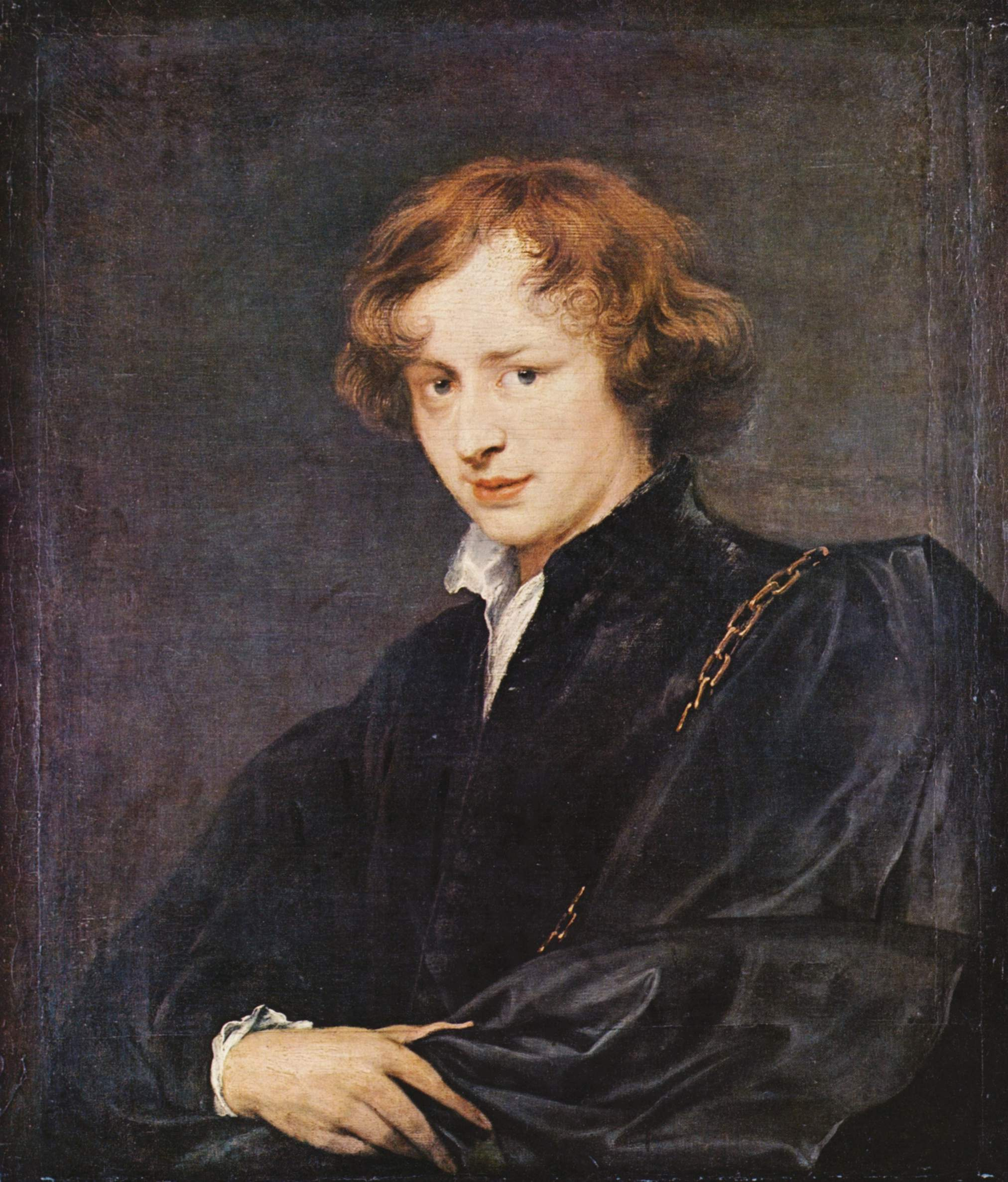
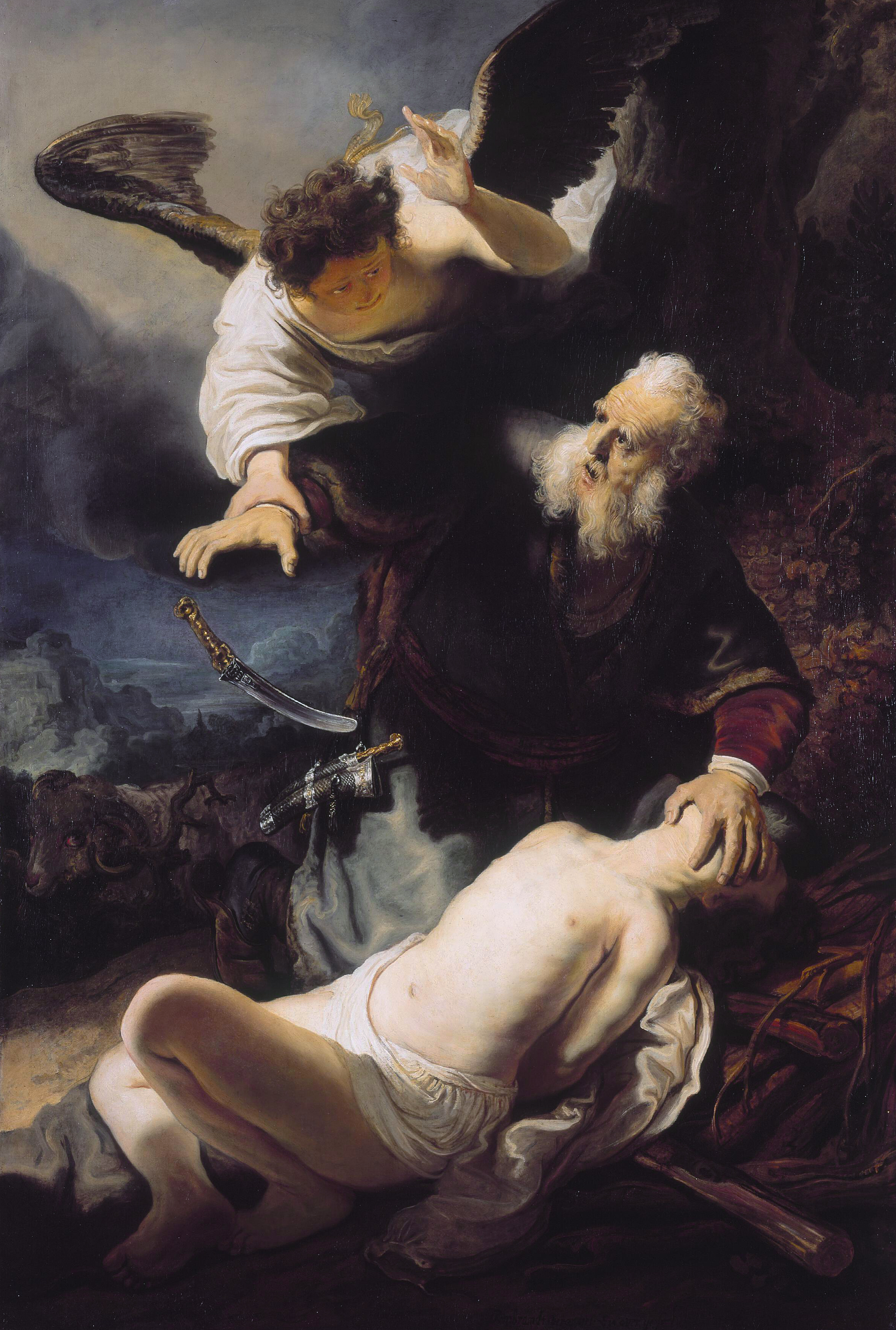
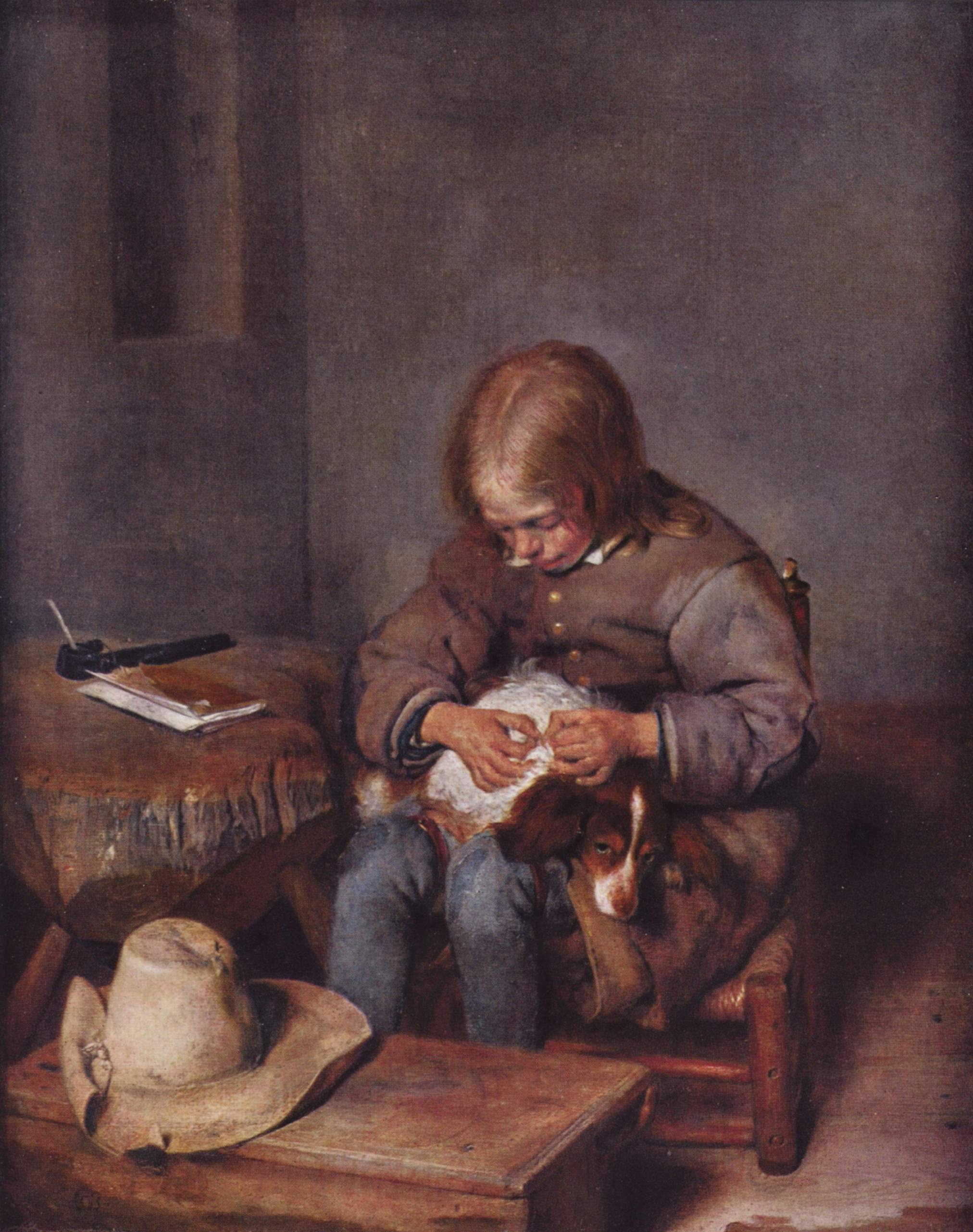
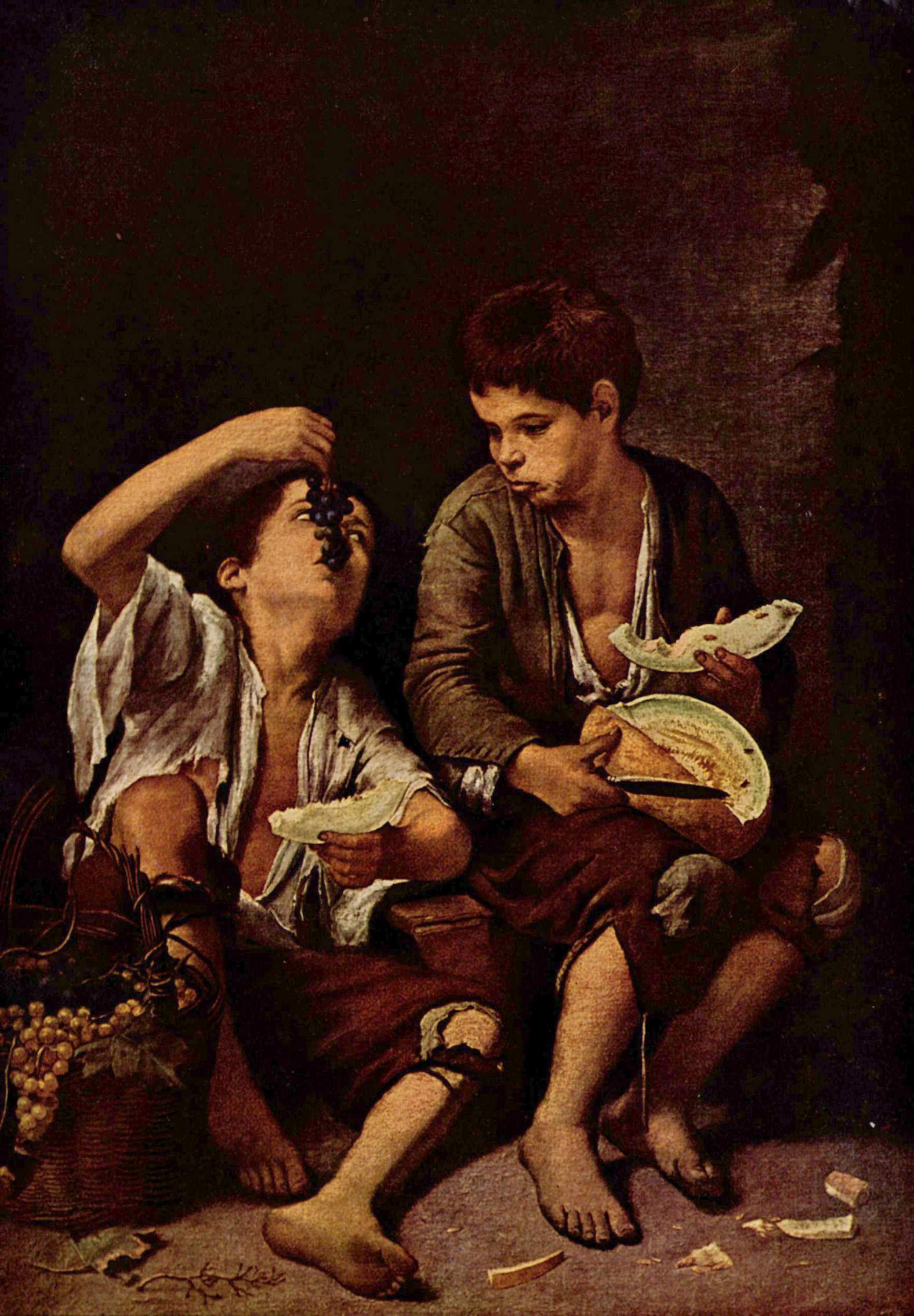
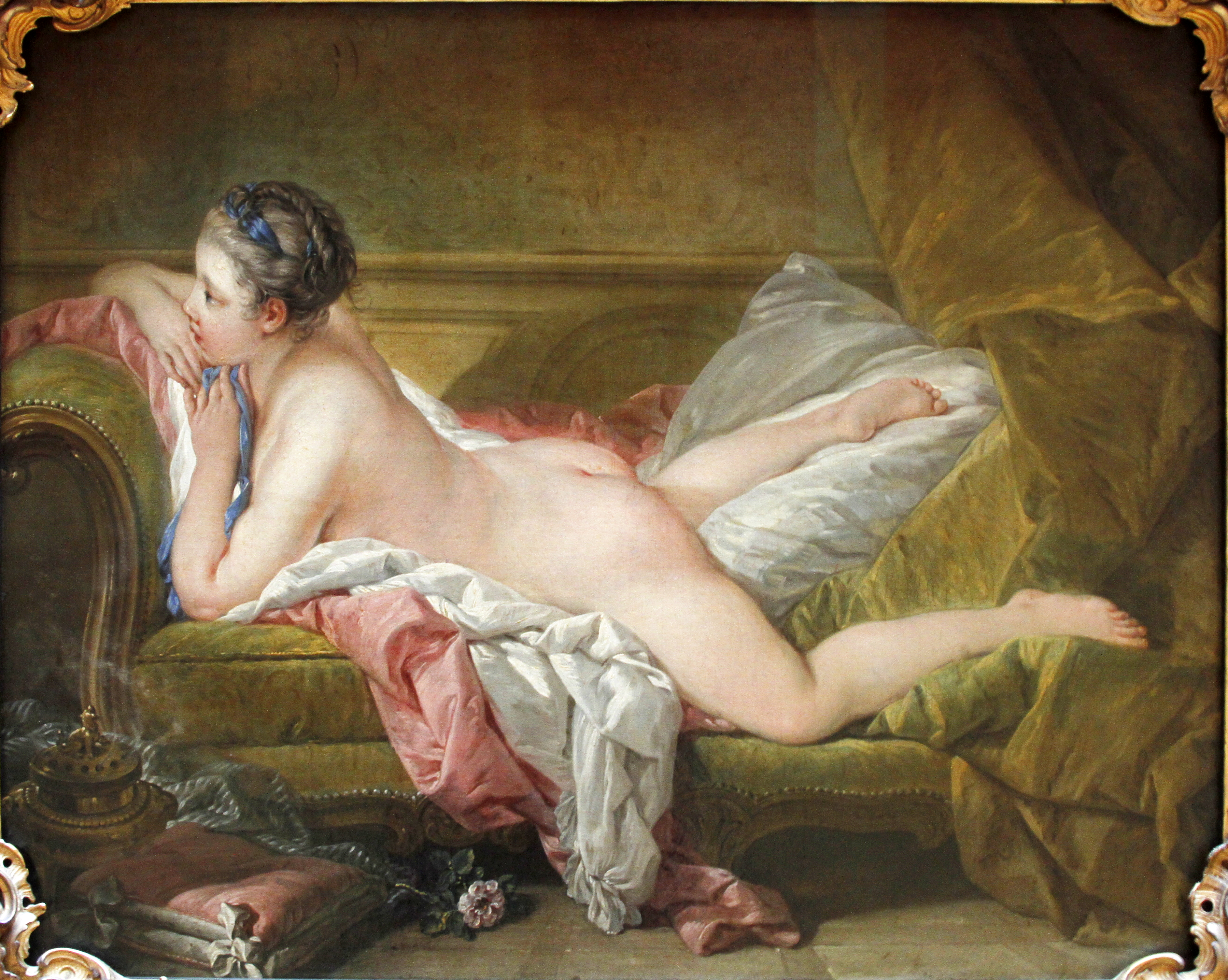
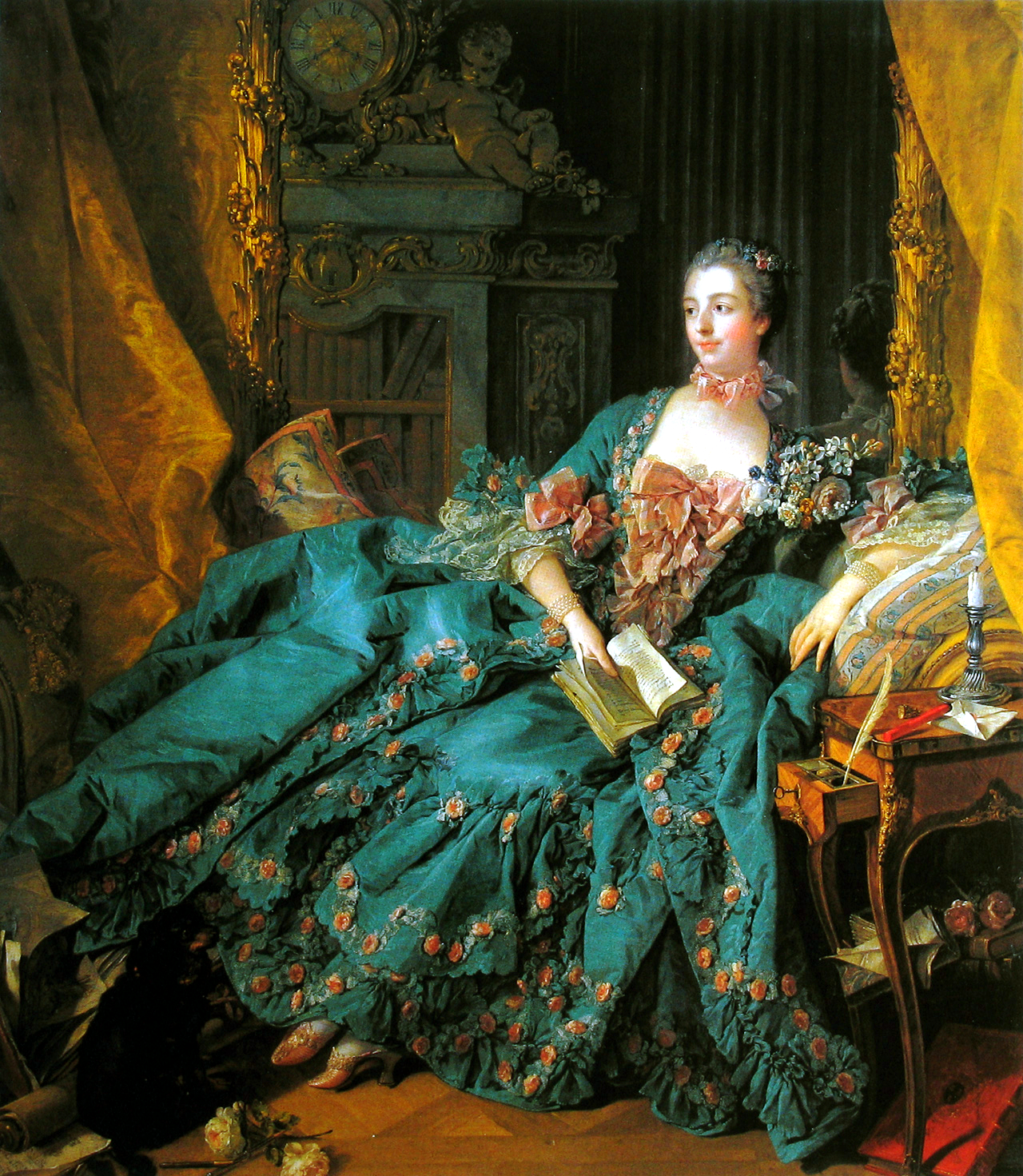
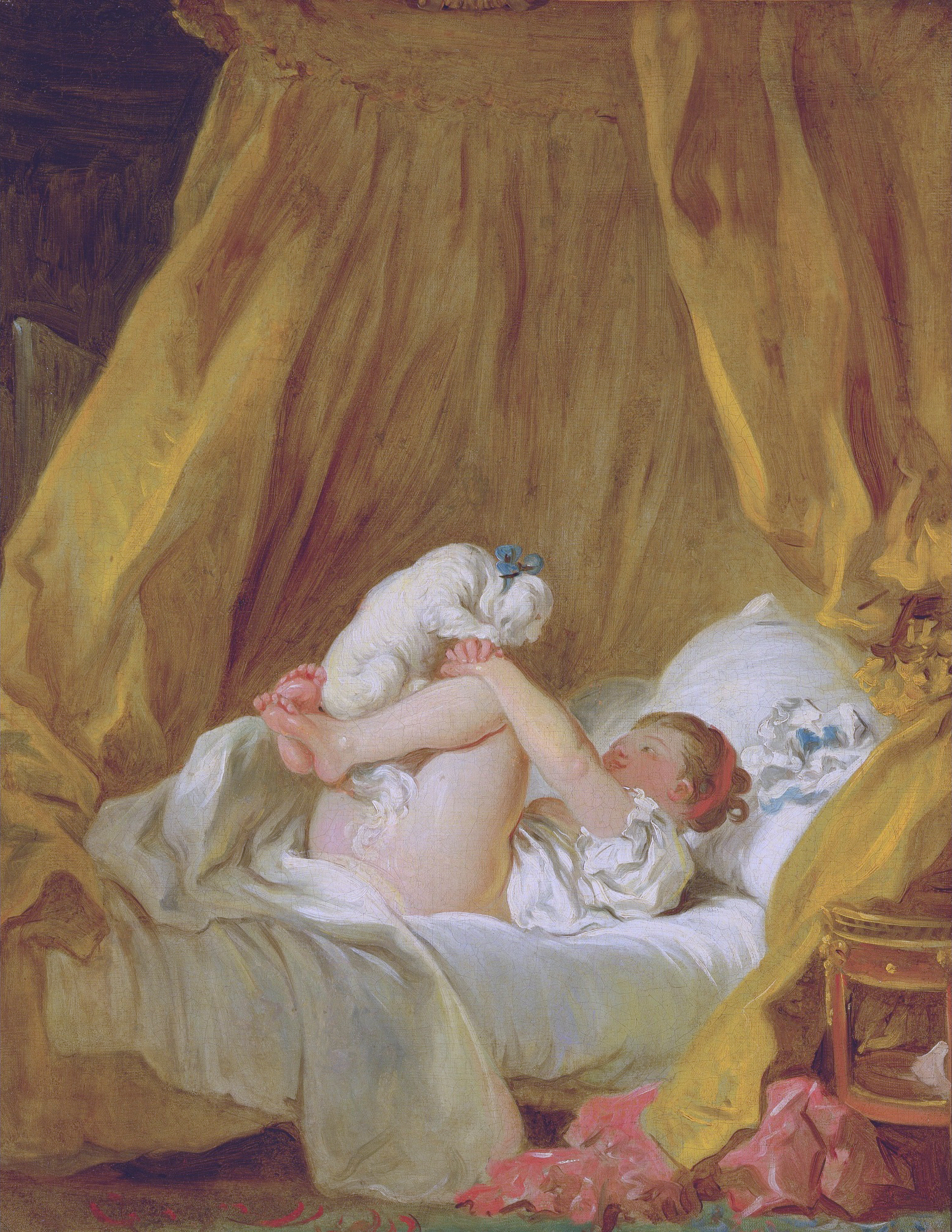
حوالی ۱۶۳۳ م.
اثر رامبرانت،